# 終の退魔師―エンダーガイスター―
『終の退魔師―エンダーガイスター―』（ついのたいまし エンダーガイスター）は、四方山貴史による日本の漫画。『サイコミ』（Cygames）にて、2019年12月1日から連載されている。2024年1月時点で累計発行部数は150万部を突破している。

## 概要
同作は四方山の前作『VS EVIL』（バーサス・イビル）の続編で第二部に位置づけられており、同作第1巻は「VS EVIL」第3巻と電子書籍にて同時発売された。
2021年8月には紙書籍で単行本が発売され、帯にはONEが推薦のコメントを寄せている。
本作は『川島・山内のマンガ沼』や『アメトーーク!』の番組で取り上げられた。

## あらすじ
日本の万台市、東陸大学病院を爆心地とする謎の現象「闇の柱」。その現象以降魔物が凶悪化し、3ヶ月で15名の退魔師が死亡し、その3倍以上が行方不明となっていた。退魔協会所属の退魔師、黒沢アキラはその異常事態の原因究明のため、ドイツから日本に派遣された。日本の退魔師、淡縞千景、東森琴次郎らと捜査に乗り出す間もなく、敵が次々と襲いかかってくる。

## 登場人物
黒沢 アキラ（くろさわ アキラ）
通称：黒の射手。ドイツではミシャエル、過去にはドミニク=エイキ=ケンプファーと名乗っており、それが本名と思われる。母は日本人で日本人風の容姿、日本語も堪能だが、基本的にはドイツ人であり、日本文化には外国人のような反応を見せる。若い頃、ドイツ連邦軍特殊作戦師団に所属しており、アフリカのヨハネスブルグでの作戦時、魔人に取り憑かれた。魔人は「師匠」となる女性に封印され、退魔師として鍛え上げられた。魔人に取り憑かれたせいで、魔物から取った「魔煙」と呼ばれるものを体に巡らせておかなければ生きていけない体質となる。魔煙を利用し、物質の再構成をする能力があり、銃器など、構造を理解したものを一時的に再現できる。 映画マニアであり、頻繁に映画（主に1980年～1990年代のハリウッド・ムービー）を会話で引用している。
淡縞 千景（あわしま ちかげ）
退魔協会所属の女性。短い白髪が特徴。日本でのアキラの相棒となる。強化霊装という装置を駆使して戦う。自作の強化霊装は生体スキャン・霊気探知・動体探知・脚力の上昇・極短距離の飛行などができる。
東森 琴次郎（とうもり きんじろう）
退魔協会所属の退魔師。日本でのアキラの退魔協会上司。クリント・イーストウッドそっくりの容姿をしており、戦闘時には腰にリボルバーをぶら下げていることが多い。始終冗談ばかり言っており、その点皆にいささか煙たがれている。人情に厚い性格であり、退魔協会のアキラの扱い方に不満を持っている。
月神 鈴（つきがみ すず）
「VS EVIL」に引き続き登場。日本退魔協会に所属する退魔師。退魔協会加盟店「鈴屋」の店長。除霊を家業とする退魔師の名門「月神家」当主。玩具を象った高性能の霊装を使用する。
鵺（ぬえ）
口元に三叉の傷がある、隻眼の女殺し屋。本名不詳。生物の核のようなものから、様々な魔物を生成する。天狗やのっぺらぼう、果ては百鬼夜行など、和風なものも多い。若い女性の見かけをしているが、アキラ曰く、かなり以前から鵺の仕業と思われる事件が発生しており、見かけ通りの年齢ではないのかもしれない。
レッド・アイ
アキラが魔神に取り憑かれたアフリカのヨハネスブルクでの作戦の際、部隊長を務めており、その際はフォルカー=リヒターを名乗っていた。さらに過去に、中国四川省の遺跡で魔人を見つけ、策略にかけ服従させた。その魔人をゴドーと名付け、自分の相棒として同伴している。スティーブン・セガールに似た容姿をしている。
老龍（らうろん）
霊装のような道具を使わず、体内で霊力を練り上げることで能力を使う「霊操者」。1970年代に東森琴次郎と中国四川省で偶然遭遇しており、その際には「今の少龍寺（拳法）のレベルがどれ程か興味がある」という理由のみで手合わせを強要、完膚なきまでに琴次郎を倒した。
ユリウス・グナエウス・クラッスス
略称はユーリ。教皇庁所属の退魔師。バチカンの退魔師養成学校でアキラと同期生だった。陽気な性格で女好きな反面、許せないものへの制裁に躊躇がない冷徹な一面を持つ。

## 書誌情報
- 電子版 四方山貴史『終の退魔師―エンダーガイスター―＜無修正ver.＞』小学館〈サイコミ×裏少年サンデーコミックス〉、既刊20巻（2025年6月18日現在）
  1. 2020年3月30日配信[6]
  2. 2020年6月30日配信[7]
  3. 2020年9月30日配信[8]
  4. 2020年12月25日配信[9]
  5. 2021年2月26日配信[10]
  6. 2021年5月28日配信[11]
  7. 2021年9月30日配信[12]
  8. 2021年12月24日配信[13]
  9. 2022年3月30日配信[14]
  10. 2022年7月29日配信[15]
  11. 2022年10月28日配信[16]
  12. 2023年1月30日配信[17]
  13. 2023年5月30日配信[18]
  14. 2023年9月29日配信[19]
  15. 2024年1月30日配信[20]
  16. 2024年5月17日配信[21]
  17. 2024年9月19日配信[22]
  18. 2024年12月19日配信[23]
  19. 2025年3月18日配信[24]
  20. 2025年6月18日配信[25]
- 紙書籍版 四方山貴史『終の退魔師―エンダーガイスター―』小学館〈裏少年サンデーコミックス〉、既刊20巻（2025年6月18日現在）
  1. 2021年8月18日発売[4][26]、ISBN 978-4-09-850654-5
  2. 2021年11月18日発売[27]、ISBN 978-4-09-850775-7
  3. 2022年2月17日発売[28]、ISBN 978-4-09-850882-2
  4. 2022年5月18日発売[29]、ISBN 978-4-09-851045-0
  5. 2022年7月19日発売[30]、ISBN 978-4-09-851211-9
  6. 2022年9月16日発売[31]、ISBN 978-4-09-851252-2
  7. 2022年11月17日発売[32]、ISBN 978-4-09-851377-2
  8. 2023年1月19日発売[33]、ISBN 978-4-09-851435-9
  9. 2023年3月17日発売[34]、ISBN 978-4-09-851789-3
  10. 2023年5月19日発売[35]、ISBN 978-4-09-852046-6
  11. 2023年7月19日発売[36]、ISBN 978-4-09-852544-7
  12. 2023年9月19日発売[37]、ISBN 978-4-09-852812-7
  13. 2023年11月17日発売[38]、ISBN 978-4-09-853046-5
  14. 2024年1月18日発売[3]、ISBN 978-4-09-853101-1
  15. 2024年3月19日発売[39]、ISBN 978-4-09-853193-6
  16. 2024年5月17日発売[40]、ISBN 978-4-09-853318-3
  17. 2024年9月19日発売[41]、ISBN 978-4-09-853482-1
  18. 2024年12月19日発売[42]、ISBN 978-4-09-853786-0
  19. 2025年3月18日発売[43]、ISBN 978-4-09-854046-4
  20. 2025年6月18日発売[44]、ISBN 978-4-09-854162-1